# 501 a. C.
El año 501 a. C.  fue un año del calendario romano prejuliano. En el Imperio Romano, fue conocido como el año 253 Ab Urbe condita. Fue el último año del siglo VI a. C..

## Acontecimientos
- La ciudad de Egina se sometió al Imperio persa.
- Los persas atacan la isla de Naxos, si bien fracasan en su intento de conquistarla.

- Datos: Q240689